# NGC 6446
NGC 6446 ist eine 15,2 mag helle Spiralgalaxie vom Hubble-Typ Sab im Sternbild Herkules. Sie ist schätzungsweise 311 Millionen Lichtjahre von der Milchstraße entfernt und bildet mit NGC 6447 eine gravitationell gebundene Doppelgalaxie.
Das Objekt wurde am 9. Juli 1864 von Albert Marth entdeckt.